# Epaulette

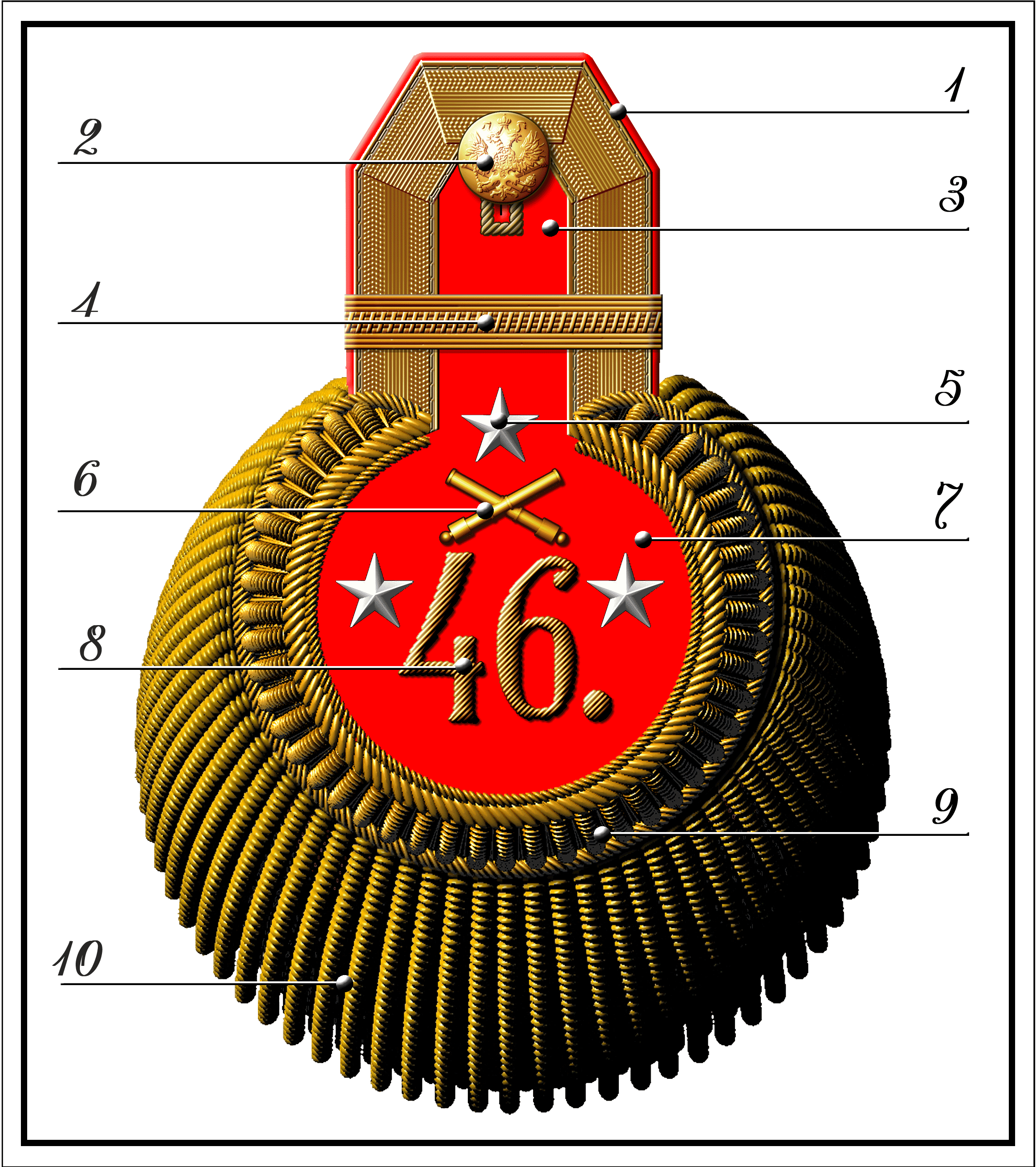
Aufbau einer Epaulette, hier zaristischer Oberstleutnant, Artillerie-Brigade Nr. 46:
1. Randeinfassung (hier Tresse)
2. Knopf
3. Schieber bzw. Zunge
4. Passant(e) bzw. Attente oder Steg (Epaulettenhalter)
5. Rangsterne
6. Abzeichen der Laufbahn oder Waffengattung
7. Epaulettenfeld
8. Einheitsnummer
9. Halbmond
10. Kantillen oder Fransen

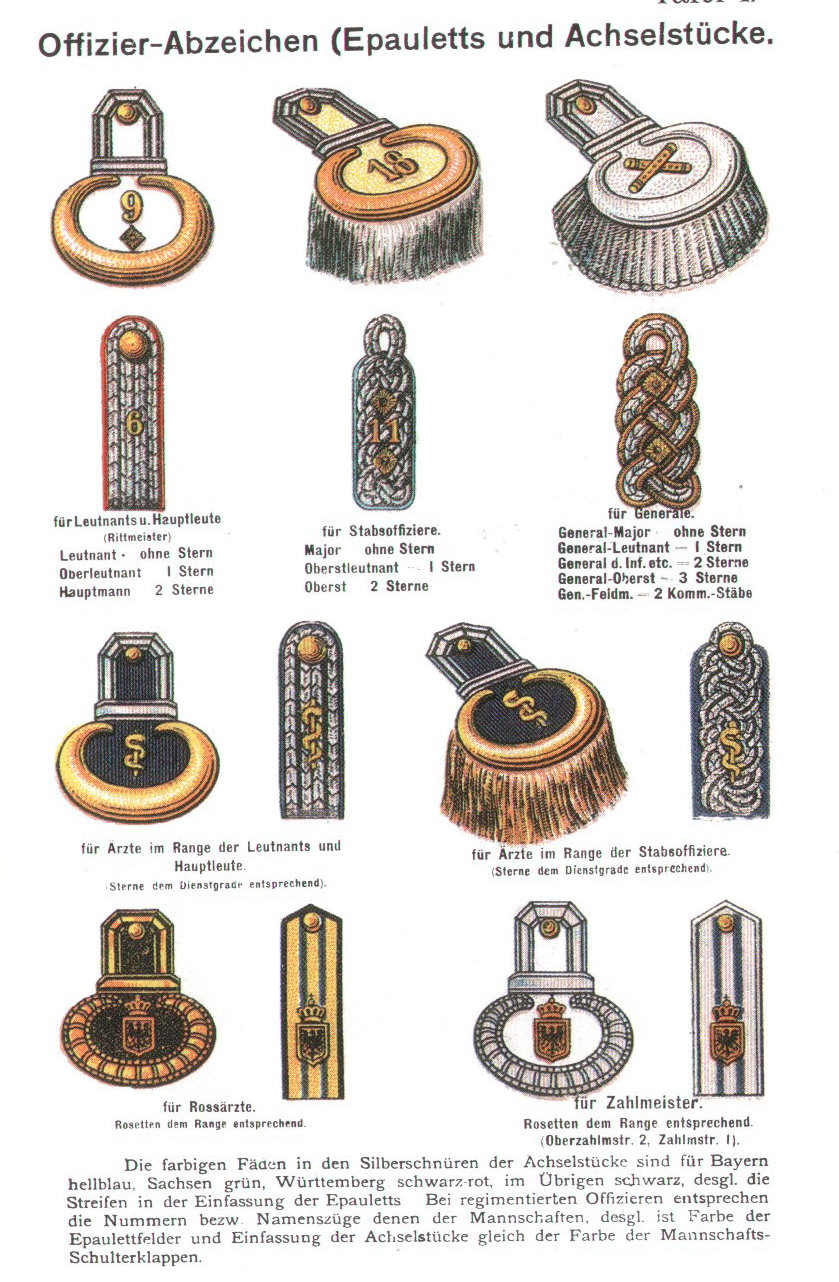
Epauletten und Achselstücke, Deutsches Kaiserreich, 1871–1918

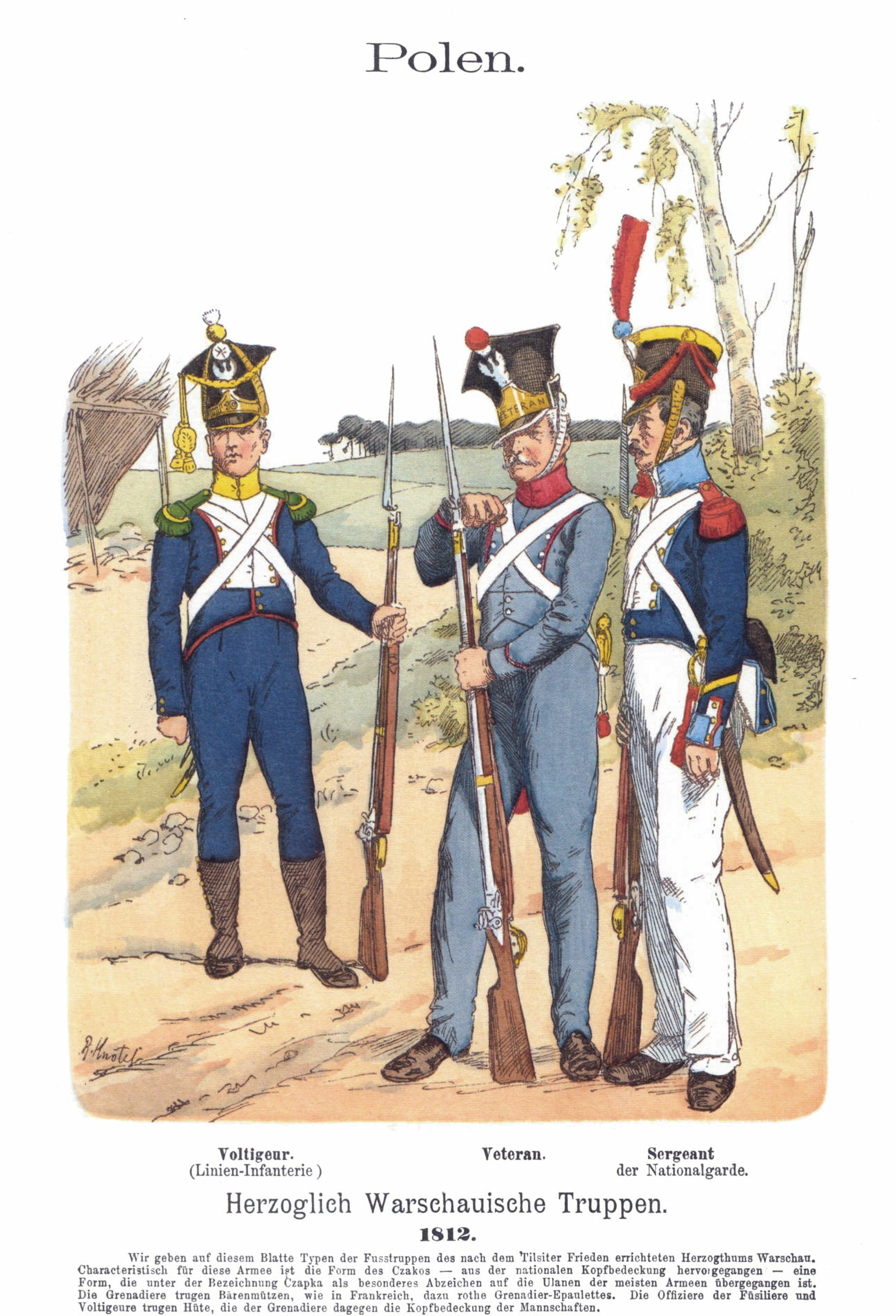
Herzogtum Warschau, 1812: die beiden Infanteristen außen mit Epauletten

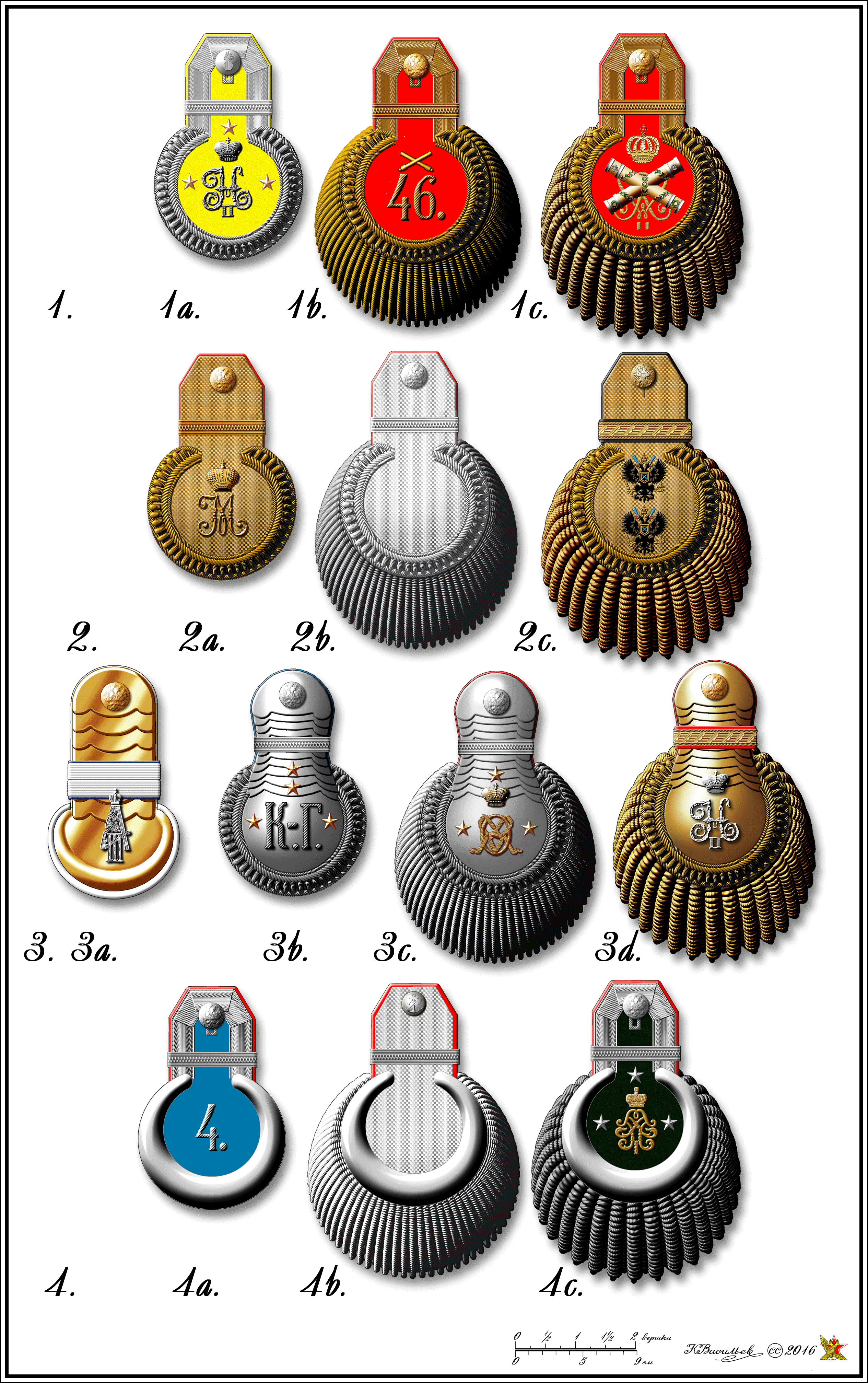
Typen von Epauletten der russischen Streitkräfte.
Reihe 1. Infanterie-Ausführung
1a. Ranggruppe Oberoffizier; hier Porutschik Seiner Majestät Erewaner 13. Leibgarde-Grenadierregiment
1b. Ranggruppe Stabsoffizier; hier Oberst 46. Artilleriebrigade
1c. Ranggruppe Generalität; hier Generalfeldmarschall Seiner Majestät (Wilhelm II., König von Preußen) Wüborger 85. Infanterieregiment
Reihe 2. Garde-Ausführung
2a. Ranggruppe Oberoffizier; hier Hauptmann Michailower Artillerieschule
2b. Ranggruppe Stabsoffizier; hier Oberst Litowsker Leibgarde-Regiment
2c.Ranggruppe Flaggoffizier; hier Vizeadmiral
Reihe 3. Kavallerie-Ausführung
3a. Ranggruppe Unteroffizier; hier Unterfeldwebel Seiner Majestät Aleksander III Smolensker 3. Ulanregiment
3b. Ranggruppe Oberoffizier; hier Podesaul Kisljar-Grebensker 1. Reiterregiment der Terskoer Kosaken
(3a. & 3b. zeigen keine Epauletten, sondern Schulterschuppen)
3c. Ranggruppe Stabsoffizier; hier Oberstleutnant Seiner Majestät – Ihrer Majestät Marie Fjodorowna Pskowsker 2. Leibgarde-Dragonerregiment
3d. Ranggruppe Generalität; hier Kavalleriegeneral, General-Adjutant des Kaisers
Reihe 4. Andere Ausführungen
4a. Ranggruppe Oberoffizier; hier Titular-Berater, Veterinärmediziner
4b. Ranggruppe Stabsoffizier; hier Flaggschiff Ingenieur-Techniker, Ingenieur-Technisches Korps der Flotte
4c. Ranggruppe Generalität; Geheimrat, hier Professor Kaiserliche Militärmedizinische Akademie

Eine Epaulette (veraltet das Epaulett; frz. épaulette, zu épaule „Schulter“) zählt zu dem Schulterbesatz einer Uniform. Im Deutschen bezeichnet man so üblicherweise eine spezielle Form, die sich von der einfachen Schulterklappe oder dem eleganteren Schulterstück unterscheidet.
Der Epaulette sehr ähnlich sind die Schulterschuppen, bei denen Schieber und oft auch das Feld komplett mit Metallschuppen besetzt sind. Dies war bspw. bei der sächsischen Kavallerie bis 1914 Praxis. Bei der US-Kavallerie gehörten sie, unter der Bezeichnung shoulder scales, bis zu Beginn des Sezessionskrieges zur Paradeuniform der Mannschaften.
Nur sehr entfernt verwandt sind die Schulterketten aus engmaschigem Metallgeflecht. Solche shoulder chains werden in der britischen Yeomanry von Mannschaften und Offizieren, von letzteren mit Rangsternen, getragen. Schulterketten kamen zuerst in der Kavallerie der britischen Indienarmee auf. Sie können als Überbleibsel der mittelalterlichen Kettenrüstung angesehen werden.
In abgewandelter Form haben sich Epauletten und Schulterketten längst auch zu Accessoires der Zivilkleidung entwickelt und sind bspw. bei der Rocker- und Punkmode, aber auch bei festlicher Damengarderobe anzutreffen.

## Aufbau und Trageweise
Eine Epaulette besteht im Wesentlichen aus vier Elementen:
- Schieber bzw. (selten) Zunge[4], entstanden aus der Versteifung der ledernen oder tuchenen Knopfleiste. Fallsweise waren Schieber (und dann meist auch das Feld) mit Metallschuppen besetzt. In diesem handelte es sich dann nicht um Epauletten, sondern um sog. „Schulterschuppen“.[1]
- Feld bzw. (selten) Körper[4], gerundete bzw. ovale Verbreiterung des schulternahen Endes der Knopfleiste
- Halbmond, Gespinst- oder Metalleinfassung des Feldes
- als Option: (dünne) Fransen bzw. (dicke) Kantillen

Als zwei ergänzende Uniformelemente kommen hinzu:
- Knopf, zum Einknöpfen der Epaulette,
- Passant(e) bzw. Steg oder Attente (früher auch Achseltresse[5]) als Epaulettenhalter. Der Passant(e) ist in der Regel aus dem Grundtuch des Uniformrocks gefertigt. Fallweise sind die Passanten sowie der seitliche und/oder der obere Rand des Schiebers mit Tresse (sehr selten: Metallkettchen) besetzt. Bei einigen Uniformen (z. B. bei Offizieren der französischen Marine) haben sich die Attentes zu eigenen Ranginsignien entwickelt, ohne Epauletten.[2][6]

Die Epaulette wird durch Einschieben unter die Passante und das anschließende Einknöpfen befestigt. Werden, statt der Epauletten, Schulterstücke getragen, sind diese ebenfalls einzuknöpfen, doch über den Passanten zu tragen, die dann unter den Schulterstücken hervorragen.
Im ersten Drittel des 19. Jahrhunderts galt das lose Tragen der Epauletten in einigen Staaten, wie etwa in Russland, als modisch. Die nur vom Schulterknopf gehaltene Epaulette saß dabei lose vor der Schulter. Der Epaulettenhalter, sofern existent, wurden nicht verwendet.

## Abzeichen der Offiziere und Elitetruppen
Mit Ausnahme Österreichs hielt die Epaulette bis Anfang des 19. Jahrhunderts in den meisten Ländern Europas Einzug. Neben Ringkragen und Sponton diente sie als einheitliches Statussymbol der Offiziere. Später waren, anhand der Trageweise (linke, rechte oder beide Schultern) und/oder des Dekors (Fransen, Kronen, Rangsterne oder -streifen usw.), der individuelle Rang oder zumindest die Dienstgradgruppe des Trägers ablesbar. Daneben wurde sie auch Teil der Gala-Uniform vieler höherer Zivilbeamte.
Generale hatten Epauletten mit dicken Raupen ((Gold-)Boullions) bzw. starren Kantillen und die Stabsoffiziere mit dünnen Fransen bzw. losen Kantillen. In Frankreich trugen zur Zeit Napoleon Bonapartes höhere Offiziere unterhalb des Oberstleutnants sowie die Kompanieoffiziere je eine Epaulette (mit dicken Kantillen bzw. dünnen Fransen) und Konterepaulette (ohne Fransen). In den meisten anderen Staaten führten Stabsoffiziere zwei befranste Epauletten, die Kompanieoffiziere jedoch zwei fransenlose (Konter-)Epauletten.
Im französischen Heer trugen, bei verschiedenen Garde- und Elite-Truppenteilen, auch die Mannschaften Epauletten (einzelne Truppenteile bis heute). Diese sind traditionell aus gefärbter Wolle gefertigt. Diese Mode setzte sich unter napoleonischem Einfluss vorübergehend auch in einigen Rheinbundstaaten und bei anderen Verbündeten Frankreichs durch. In Preußen trugen nur die Mannschaften der Ulanen den Offiziersepauletten ähnliche Epauletten, bei den übrigen deutschen Staaten wurde dies im Verlauf des 19. Jahrhunderts übernommen.
Seit dem letzten Drittel des 19. Jahrhunderts ersetzten bei Offizieren der deutschen und russischen Armee im Feld Schulterstücke die Epauletten.
Die Offiziere der deutschen Marine trugen bis 1939 Epauletten zur Großen Uniform.

## Geschichte

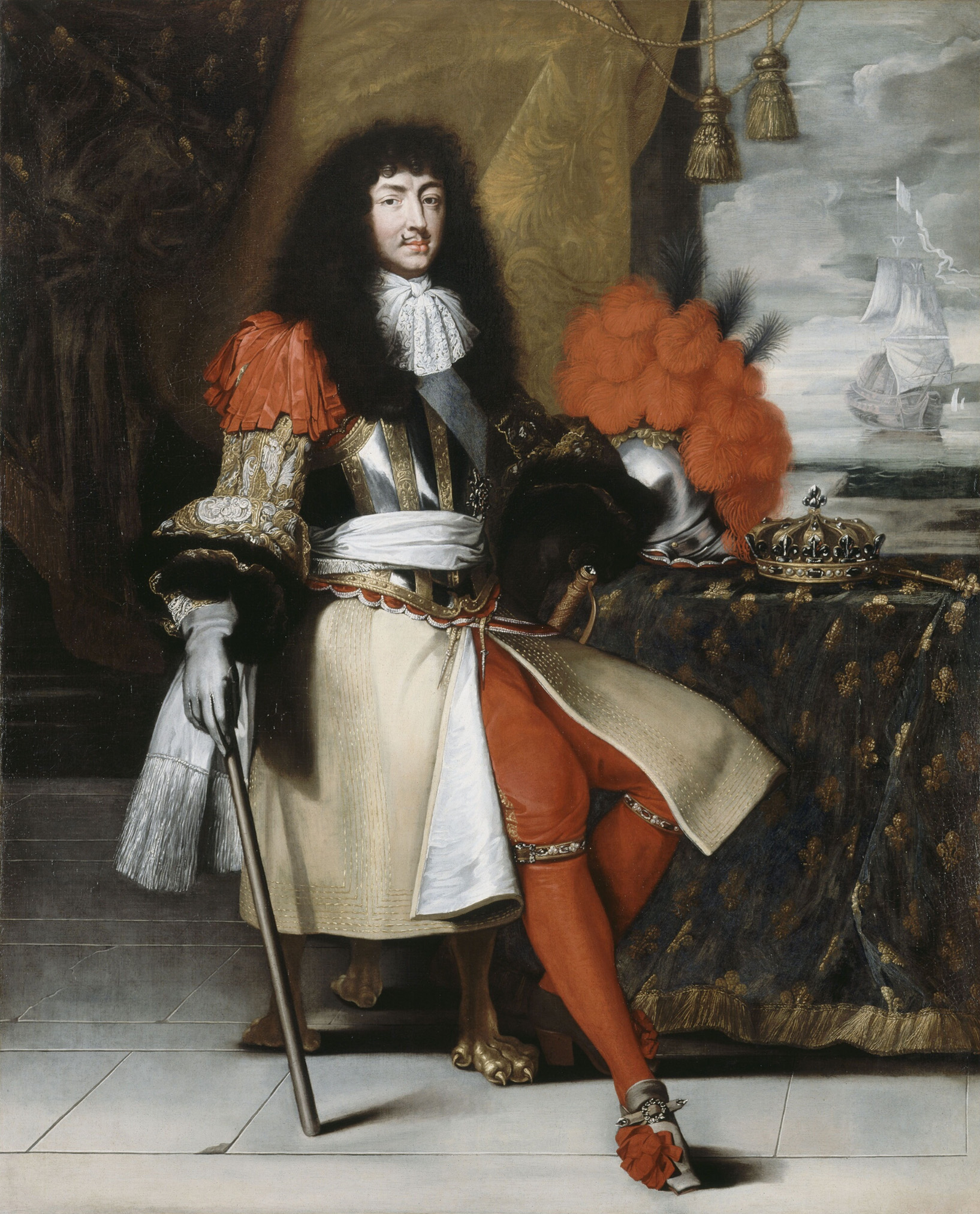
Ludwig XIV., mit roten Schulterbändern, 1670

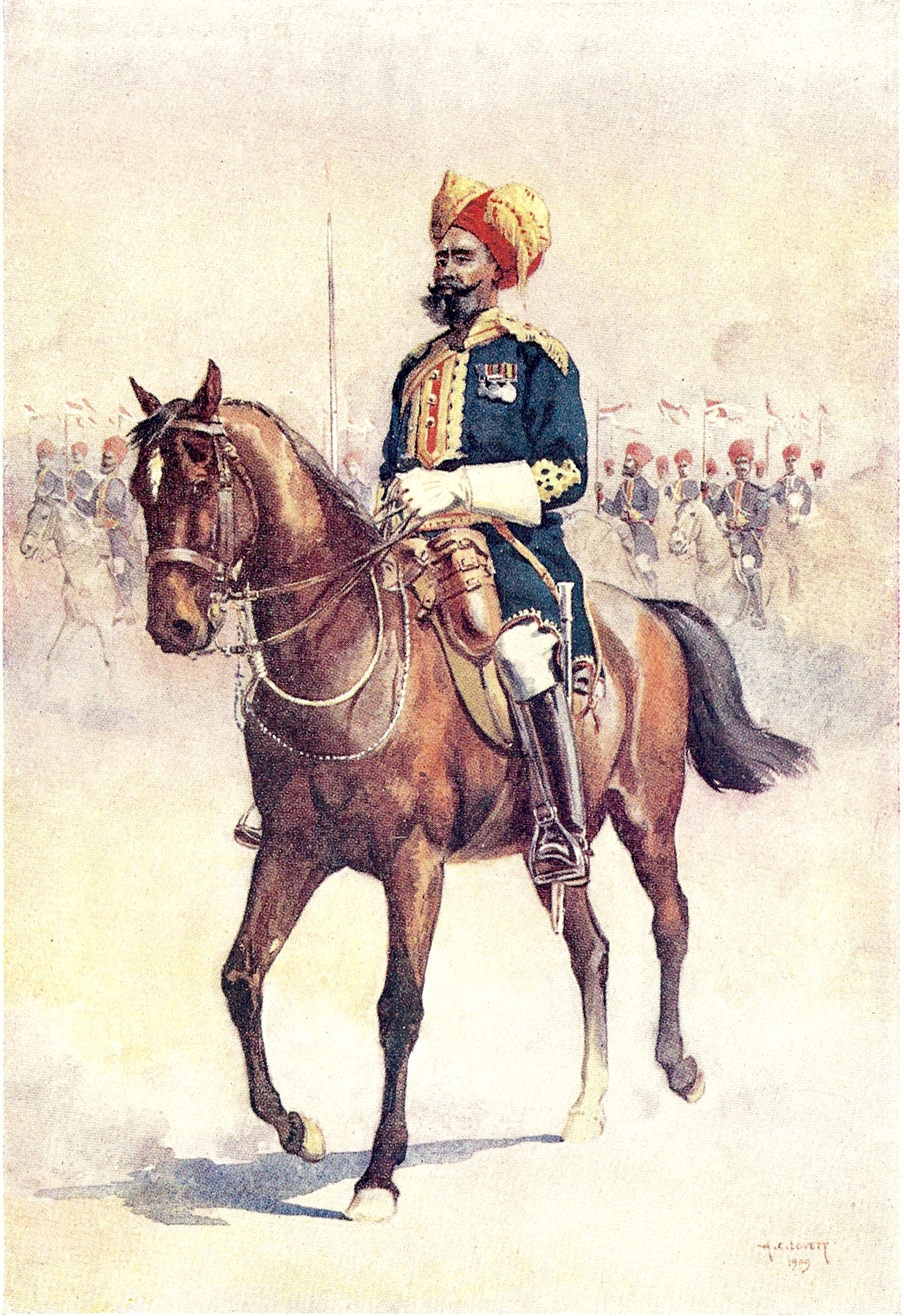
Ein „eingeborener“ Rittmeister (Risaldar Major) der britischen Indienarmee, um 1912. Die Schulterketten sind mit je drei Rangsternen besetzt

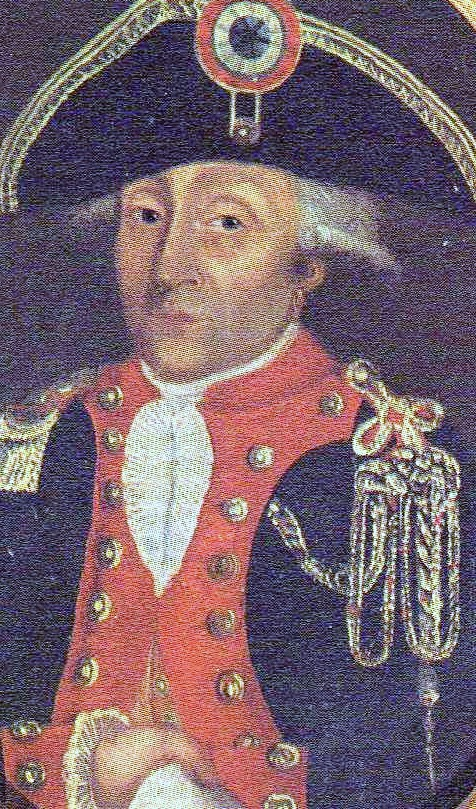
Französischer Gendarmerieoffizier, auf seiner rechten Schulter eine befranste Epaulette, links eine Contre-Epaulette in Kleeblattform mit Achselschnur, um 1790

Epauletten als Teil militärischer und später auch ziviler Uniformen (Diplomaten, Beamte, Polizei) kamen Mitte des 18. Jahrhunderts auf. Hervorgegangen sind sie wahrscheinlich aus dem um 1680 aufgekommenen Dragoner, einem auf der linken Schulter getragenen, knöpfbaren Bandelierhalter, aus Tuch oder Leder. Möglich erscheint auch eine Verbindung zu jenen zu Bündeln zusammengefassten bunten Stoffstreifen, die Teil der um 1660/1670 neu eingeführten Uniformen waren. Auf beiden Schultern getragen, dienten sie der Dekoration, sollten aber vermutlich auch ein Abrutschen des Bandeliers verhindern. Spätestens um das Jahr 1700 kamen sie aus der Mode. Falsch ist die seit dem späten 19. Jahrhundert verbreitete Annahme, die Epauletten hätten sich aus den Schwebescheiben mittelalterlicher Plattenpanzer entwickelt. Letztere mögen jedoch das martialische Design späterer Epauletten beeinflusst haben, die fallweise mit aufgelegten Metallschuppen und wuchtigen Halbmonden auch als Schutz vor Säbelhieben dienten.
Die Einführung der knöpfbaren Epauletten beendete den kostspieligen Brauch, den Dienstgrad anhand aufwändiger Silber- oder Goldstickereien anzuzeigen, die in die Ärmelaufschläge, die Rocktaschen und entlang der Kopflöcher und Knopfleisten des Uniformrocks und teils auch in die Weste eingearbeitet waren. Im Unterschied zu aufgenähten Tressen oder Posamenten, die bei Bedarf problemlos von alten Textilien zu lösen waren, war dies bei Stickereien nicht möglich. Gold- oder silberbestickte Kleidung wurde meist verbrannt, um das verwendete Edelmetall auszuschmelzen. Dessen Materialwert deckte aber bei weitem nicht die Kosten neuer Gold- oder Silberstickereien, sofern dieser von der bisherigen Machart und Güte sein sollten. Die Epauletten hingegen konnten umstandsfrei wiederverwendet werden, falls der bisherige Uniformrock verschlissen und ein neuer anzuschaffen war.

### Frankreich, 1759
Als erstes Land führte Frankreich Epauletten ein, per Reglement vom 12. Januar 1759. Kriegsminister Belle-Isle verordnete sie anfangs nur den Offizieren einiger Truppengattungen (französische Infanterie, Kavallerie, Dragoner). Belle-Isles Nachfolger Choiseul befahl die Epauletten zwischen 1762 und 1769 den Offizieren aller Truppengattungen, mit Ausnahme der Husaren (die zur Rangunterscheidung Ärmeltressen trugen). Viele Offiziere fühlten sich in ihren alten Vorrechten beeinträchtigt und diffamierten die neuen Gradabzeichen als „Choiseul-Lumpen“ (Guenille à Choiseul).
Spätestens seit 1762 führte der Generalmajor (Maréchal de Camp) ein Paar dichtbefranster bzw. mit Goldboullions besetzter Goldepauletten mit zwei nebeneinander angeordneten silbernen fünfspitzigen Sternen; beim Generalleutnant (Lieutenant-général) formten drei Sterne ein Pyramide; der Marschall von Frankreich (Maréchal de France) führte stattdessen ein zwei gekreuzte Marschallstäbe. Die drei Obristenränge besaßen zwei Gold- oder Silberepauletten mit dichtem, gleichfarbigem Fransenbesatz, der Major indes nur mit dünnen Fransen. Der vor dem Major rangierende Oberstleutnant besaß nur eine dichtbefranste Epaulette (auf der linken Schulter). Ebenso alle unterhalb des Majors rangierenden Offiziere, jedoch die Epaulette nur dünnbefranst, ab dem Leutnant erster Klasse (Lieutenant en premier) diese mit Seide gemischt. Abzeichenlose Epauletten führten der Major sowie der jeweils höchste Dienstgrad einer Ranggruppe (Colonel commandant bei den Regiments- bzw. Stabsoffizieren, Capitaine commandant bei den Kompanieoffizieren). Alle übrigen Ränge oberhalb der Leutnante unterschieden sich anhand von ein bis zwei farblich abgesetzten Längsstreifen, die über Feld und Schieber reichten; der Ranghöhere führte zwei Streifen. War ein Regiments- bzw. Stabsoffizier zugleich Brigadekommandeur (Brigadier des armées du Roi), saß auf seinen Epauletten zusätzlich ein fünfspitziger Stern. Der Lieutenant en premier war stattdessen anhand von drei übereinander angeordneten Rauten zu erkennen, beim Lieutenant en second waren die Rauten zusätzlich von einem Längsstreifen durchzogen. Ebenso die beiden Unterleutnant-Ränge (Sous-lieutenant, Sous-lieutenant de remplacement, d. h. der Reserve), jedoch das Feld, Schieber und Ornamente in gewechselten Farben. Bei den dem Mannschaftsstand vorbehaltenen Rängen Fahnenträger (Porte-drapeau, Kavallerie: Porte-étendard, Standartenträger) und Adjutant-Unteroffizier (Adjudant sous-officier) folgten Feld und Schieber farblich jenen der Unterleutnante, jedoch ohne deren Ornamentik; stattdessen waren Feld und Schieber seitlich von einer Metalltresse eingefasst, beim Ranghöheren am äußeren Rand, beim Rangniederen vom Rand nach innen hin abgesetzt.
Mit dem Wegfall diverser „überflüssiger“ Offiziersdienstgrade während der Napoleonischen Ära reduzierte und systematisierte sich die verwirrende Vielfalt der Rangabzeichen merklich. Mit dem Aufkommen der oberhalb des Ärmelaufschlags geführten Rangabzeichen bei Generalen (zwei bis fünf Sterne) und Offizieren (ein bis fünf Rangstreifen aus Gold oder Silber, beim Oberstleutnant der zweite und der vierte Streifen farblich gewechselt) verloren die Epauletten ihre Funktion als spezielle Dienstgradabzeichen.

### Russland, 1763
1763 wurde in Russland den meisten Truppenteilen ein auf der linken Schulter zu tragendes befranstes Achselstück befohlen, als ein Regimentsabzeichen für alle Dienstgrade. Dieses Achselstück sah den späteren Epauletten bereits sehr ähnlich und zeigte bei Offizieren, anhand von Sternen, den Rang an. Noch vorher aufgekommen waren, in der Kavallerie und in der Garde-Infanterie, rechts getragene Achselbänder. Achselstücke und -bänder verschwanden 1796, als eine schlichte Achselklappe sie ersetzte. Schon viel früher, seit 1742, hatte die Leib-Kompanie der Zarin Elisabeth befranste, epaulettähnliche Achselstücke getragen. Die aus den vormaligen Grenadieren des Preobraschenski Leib-Garderegiments gebildete Truppe verlor den Schulterschmuck 1762, mit der Rückeingliederung in das Stamm-Regiment.
Wirkliche Epauletten wurden erst ab September 1807 eingeführt, für Offiziere der Garde sowie jene der Linieninfanterie - und -kavallerie; alle übrigen, also Artillerie, Sappeure, Pioniere, Ingenieure und Garnisonstruppen folgten 1808. Zunächst wurde nur eine Epaulette auf der linken Schulter getragen und das Achselband an der rechten Schulter beibehalten. 1809 entfiel das Achselband und man trug die Epaulette auf beiden Schultern. Bei Generalen war die Epaulette mit dichtem Kantillenbehang, bei Stabsoffiziere hingegen mit dünnerem Fransenbesatz, bei Kompanie- bzw. Oberoffizieren war die Epaulette unbefranst. Zwischen Feld und Schieber prangte die Divisionsnummer und/oder ein Monogramm (meist des Kaisers). Bei der Garde waren die Epauletten dienstgradübergreifend komplett in Gold oder Silber gehalten, bei den übrigen Truppenteilen waren Feld und Schieber farbig. Erst 1827 wurden fünfspitzige Rangsterne eingeführt. Der niederste Rang (Fähnrich bzw. Praporschtschik, Kornett bzw. Kornet) hatte einen Stern, höhere Ränge bis zu drei (Oberstleutnant bzw. Podpolkownik) oder vier in Pyramidenform (Stabskapitän bzw. Schtabs-Kapitan). Der Major (Major) und der Generalmajor (General-Major), als die jeweils niedersten Grade ihrer Ranggruppe, besaßen zwei nebeneinander platzierte Rangsterne. Ohne Rangsterne waren indes die Epauletten des jeweils höchsten Grads einer Ranggruppe, also jene des Generals, des Obersten und des (wirklichen) Hauptmanns. Der General-Feldmarschall (General-Fel'dmarschal) war anhand zweier gekreuzter Marschallstäbe identifizierbar. Davon abweichend, besaßen seit 1809/10 Ingenieur- und Verbindungsoffiziere, die im (zivilen) Bergbau- und Kommunikationsministerium tätig waren, Epauletten mit Rangsternen. Hier waren jedoch nur die Epaulettenfelder des Fähnrichs ohne besondere Abzeichen, alle anderen besaßen ein (Leutnant, Major, Generalmajor) bis drei (Stabskapitän, Oberst, General) Sterne; ein wirklicher Hauptmann war in diesen Bereichen nicht etaisiert. 1827 wurde diese Praxis an das bei der Armee neu eingeführte Sternsystem angepasst. Ab 1843 waren auch die Gefreiten (Jefreitor) sowie die Senior- und Junior-Unteroffiziere (Starschi unterofizer bzw. Mladschi unterofizer) dank quer über den Schieber verlaufender ein bis zwei Stoffstreifen identifizierbar; den Feldwebel (Feldfebel) markierte indes eine goldene Quertresse. Die Form der Epauletten und das System der Rangsterne und -streifen blieben bis zum Revolutionsjahr 1917 nahezu unverändert.
Bis zur Einführung der Rangsterne machte den Dienstgrad der Ringkragen kenntlich, den Offiziere vom Oberst abwärts, nicht aber Generale, zum Dienst trugen. Der Ringkragen war seit November 1808 bei den Stabsoffizieren komplett in Gold gehalten, beim Hauptmann in Gold mit silbernen Doppeladler, bei den niederen Kompanie-Offizieren aber überwiegend in Silber mit schwindender Goldoptik, wobei der Ringkragen des Fähnrichs, als unterstem Offiziersrang, keinerlei Goldornamente mehr aufwies.
Ab 1854/55 waren zum Felddienst Schulterstücke (Offiziere) bzw. Schulterklappen (Unteroffiziere und Mannschaften) anzulegen; diese waren bei Unteroffizieren und Mannschaften fünfeckig (zum Schulterknopf hin spitz zulaufend) und Offizieren sechseckig (auf Höhe des Schulterknopfs abgeflacht, mit quasi gekappter Spitze).

### Spanien, 1768
Dreifache rote Schulterbänder (Alamares) kennzeichneten in Spanien bereits seit Beginn des 18. Jahrhunderts die Füsiliere der Artillerie. Sie wurden auf beiden Schultern getragen. Die Artillerie-Offiziere trugen, ebenfalls beidschultrig, goldfarbene Alamares, erhielten aber 1764 stattdessen goldfarbene Schulterknoten bzw. Schulterschnüre (Charretera de cordón bzw. Presilla) mit langen Quasten. Die Dienstgrade waren anhand der Alamares etc. noch nicht unterscheidbar.
1768 kam es zur Wiedereinführung der Alamares, diesmal jedoch für sämtliche Kompanieoffiziere aller Waffengattungen. Die Alamares folgten der Farbe der Knöpfe (Gold oder Silber). Hauptleute 1. wie 2. Klasse führten sie auf beiden Schultern, Leutnante nur rechts, Unterleutnante bzw. Fähnriche nur links. Nach dem gleichen Prinzip ersetzten kurz darauf „echte“ Epauletten (Charreteras) die Alamares. Später führten Offiziere auf einer epaulettenlosen Schulter eine Konter-Epaulette (Capona oder Hombrera, ein Schulterstück oder eine Schulterklappe ohne Fransen).
Die im selben Jahr für die Sargentos eingeführten Epauletten bestanden aus Seide. Sie wurden Ginetas genannt und folgten der Abzeichenfarbe. Der Sargento primero trug sie beidseitig, der Sargento (secundo) nur rechts. Die Sergeanten-Epauletten wurden 1844 durch metallfarbene Ärmelstreifen nach französischem Muster abgelöst. Grenadiere und Füsiliere hatten auf der rechten Schulter ebenfalls eine Epaulette, doch war diese war aus Wolle gefertigt.
Höhere Regimentsoffiziere (Jefes) und Generale hatten zunächst keine Epauletten, ihr Rang war an bis zu drei Metalltressen (bei Generalen goldfarben) abzulesen, die auf den Ärmelaufschlägen horizontal angeordnet waren. Generale trugen dazu, nach französischem Vorbild, eine goldbetresste dunkelblaue Uniform, mit roten Ärmelaufschlägen und roter, betresster Weste.

### Großbritannien, 1768
Gleichfalls im Jahr 1768 erging in Großbritannien ein Erlass (Warrant), der den Kompanieoffizieren bis einschließlich Hauptmann, die Foot Guards ausgenommen, Epauletten vorschrieb: bei Grenadieren, Füsilieren und Highlandern waren dies zwei Epauletten mit Metallfransen. Alle übrigen Kompanieoffiziere der Fußregimenter eine Epaulette rechts. Sergeanten zwei, Corporale eine befranste Seidenepaulette rechts (statt der vorherigen Achselschnur bzw. Schulterknotens des Corporals). Bei der Kavallerie ebenso, wobei niedere Offiziere der Dragoon Guards und Dragoons je eine Epaulette links trugen, während Light Dragoons und Horse-Regimenter (Schwere Kavallerie) zwei Epauletten trugen. Die einfachen Mannschaften trugen Schulterklappen. 1791 erhielten auch Generale, zur Dienstuniform (frock), und Stabsoffiziere je zwei Epauletten, mit Kantillen statt Fransen. Bei Grenadieren, Füsilieren, Rifles, Leichter Infanterie und Highlandern hatten die Stabsoffiziere ihre Epauletten auf den beidseitig getragenen Schwalbennestern bzw. „Schulterflügeln“ (Wings) zu tragen.

### Bayern, 1778
1778 führte Bayerns Kurfürst Karl Theodor, wohl als erster, Epauletten in Deutschland ein: Er verordnete sie den Offizieren der Bayerischen Armee als Rangabzeichen: Stabsoffiziere hatten zwei silberne oder goldene Epauletten mit Bouillons, Kompanieoffiziere nur eine Epaulette mit Fransen, auf der linken Schulter. Als Gradauszeichnung bei den Stabsoffizieren ein bis drei Rosen, die Kompanieoffiziere ein bis drei quer Börtchen quer darüber. Die Epauletten wurden 1785 als Gradabzeichen abgeschafft. 1789 kehrten sie, in stark veränderter Form, wieder: Bayerns Kriegsminister Graf Rumford führte sie alle Dienstgrade ein, aber nicht mehr als Rangabzeichen, sondern als Bestandteil der von ihm konzipierten neuen Einheitsuniform, inklusive „Rumford-Kaskett“.

### Rheinbund, 1806
Ab 1806 übernahmen auch die meisten Rheinbundstaaten die Epauletten als Offiziersabzeichen (Ausnahme: Bayern führte Kragenlitzen - und borten) und Auszeichnung von Elitetruppen, wie den Grenadieren.

### Preußen, 1808
In Preußen kennzeichneten Epauletten seit 1808 die Ulanenoffiziere, seit 1813 die Stabsoffiziere, seit 1814 dann nahezu alle Offiziere Alleine die Husaren führten Schulterschnüre bzw. -litzen. Ulanenoffziere trugen bereits seit 1808 Epauletten, mit unterschiedlichen Dekors für Leutnante, Rittmeister und Stabsoffiziere. In Preußen war lange befürchtet worden, den inneren Zusammenhalt des Offizierskorps durch die Einführung hierarchisierender Symbole zu gefährden. Bis dahin war ein Oberst von einem Leutnant äußerlich kaum zu unterscheiden gewesen.

## Gegenwart

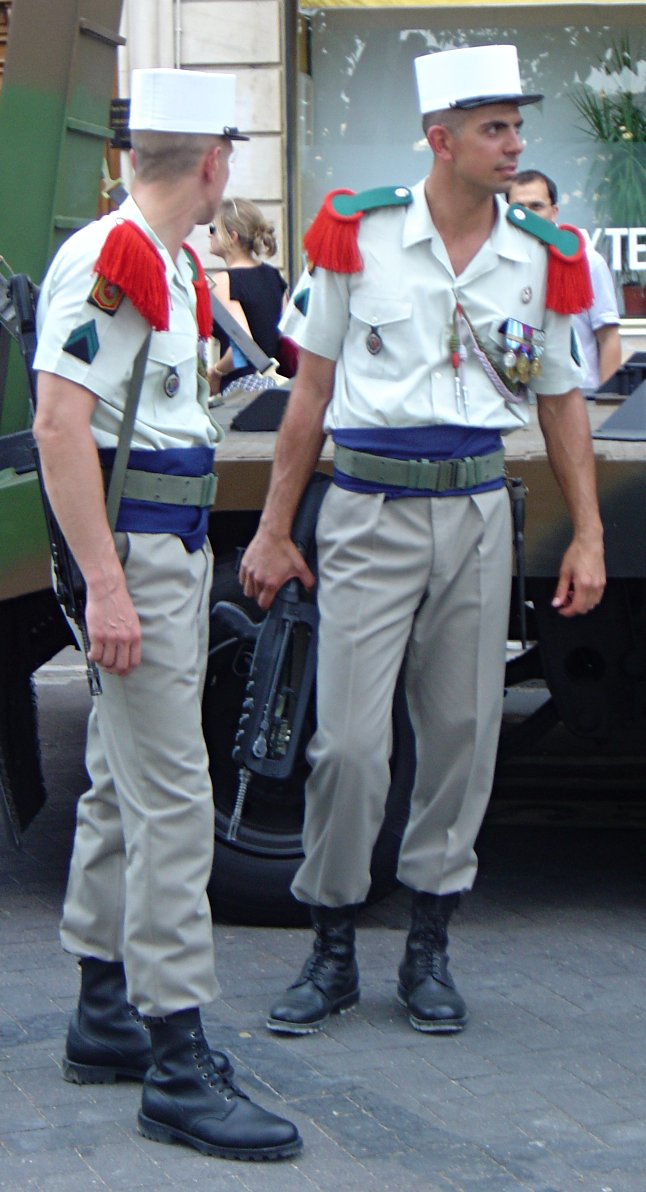
Fremdenlegionäre mit Epauletten

In den Streitkräften Frankreichs tragen einige Einheiten Stoffepauletten. Heute werden Epauletten ebenfalls in der Mode zur Betonung der Schulter verwendet.

## Sonstiges
Im Schach gibt es das Epaulettenmatt. Hier stehen an beiden „Schulterseiten“ des Königs eigene Figuren und versperren Fluchtfelder.
Die Flughundart Epomophorus pusillus trägt aufgrund der epaulettenähnlichen Haarbüschel an den Schultern der Männchen den Namen Peters’ Kleiner Epaulettenflughund (engl. Peters's dwarf epauletted fruit bat).